# Mount Sasalaguan
Mount Sasalaguan är ett berg i Guam (USA).   Det ligger i den södra delen av Guam, 23 km söder om huvudstaden Hagåtña. Toppen på Mount Sasalaguan är 337 meter över havet,. Det utgör gränspunkt mellan kommunerna Inarajan, Merizo och Umatac.